# Kō Itakura
Kō Itakura (jap. 板倉 滉, Itakura Kō; * 27. Januar 1997 in Yokohama) ist ein japanischer Fußballspieler. Er steht seit August 2025 bei Ajax Amsterdam unter Vertrag.

## Karriere

### Verein
Itakura erlernte das Fußballspielen in der Jugendmannschaft von Kawasaki Frontale. Seinen ersten Vertrag unterschrieb er 2015 bei Kawasaki Frontale. Der Verein spielte in der höchsten Liga des Landes, der J1 League. 2015 spielte er zweimal in der J.League U-22 Selection. Diese Mannschaft, die in der dritten Liga, der J3 League, spielte, setzte sich aus den besten Nachwuchsspielern der höherklassigen Vereine zusammen. Das Team wurde mit Blick auf die Olympischen Sommerspiele 2016 in Rio de Janeiro gegründet. Die Auswahl der Spieler erfolgte auf wöchentlicher Basis aus einem Pool, für den jeder Verein förderungswürdige Talente benennen konnte; die Zusammensetzung der Mannschaft variierte daher sehr stark von Spiel zu Spiel. Mit dem Verein wurde er 2017 japanischer Meister. 2018 wurde er an den Erstligisten Vegalta Sendai ausgeliehen. Für den Verein absolvierte er 24 Erstligaspiele.
Im Januar 2019 erwarb Manchester City die Transferrechte an Itakura und verlieh ihn umgehend für eineinhalb Jahre an den niederländischen Erstligisten FC Groningen. Bis zum Ende der Saison 2019/20 kam der Innenverteidiger 22-mal in der Eredivisie zum Einsatz und stand dabei 18-mal in der Startelf. In der Saison 2020/21 folgten 34 Erstligaeinsätze (alle von Beginn), in denen er ein Tor erzielte.
Nach seiner Teilnahme an den Olympischen Spielen 2021 und dem anschließenden Urlaub wechselte Itakura Mitte August 2021 bis zum Ende der Saison 2021/22 auf Leihbasis in die 2. Bundesliga zum FC Schalke 04, der anschließend über eine Kaufoption verfügte. Beim Absteiger nahm Itakura unter Dimitrios Grammozis und dessen Nachfolger Mike Büskens eine wichtige Rolle ein und kam in allen ihm möglichen 31 Ligaspielen zum Einsatz und erzielte 4 Tore, wobei er nur bei seinem Debüt nicht in der Startelf stand. Unter Grammozis wurde der Japaner in einer Dreierkette in der Innenverteidigung aufgeboten. Nachdem Büskens diesen für die letzten 9 Spiele abgelöst und auf eine Viererkette umgestellt hatte, pendelte er zwischen der Innenverteidigung und dem defensiven Mittelfeld. Vom Kicker wurde Itakura in der Winterpause als bester und nach dem Saisonende hinter Marco Friedl als zweitbester Innenverteidiger der Zweitligaspielzeit bewertet. Somit hatte er einen maßgeblichen Anteil an der Meisterschaft und somit am direkten Wiederaufstieg in die Bundesliga.
Der FC Schalke 04 hätte Itakura gerne langfristig verpflichtet, konnte die Ablöse zum Fristende der Kaufoption am 31. Mai 2022 jedoch nicht bezahlen. Der 25-Jährige wechselte daraufhin zur Saison 2022/23 zum Ligakonkurrenten Borussia Mönchengladbach, bei dem er einen Vertrag bis zum 30. Juni 2026 unterschrieb.
Im August 2025 gab Ajax Amsterdam die Verpflichtung von Itakura bekannt, der dort einen Vertrag bis 2029 unterschrieb.

### Nationalmannschaft
Itakura nahm mit der japanischen U20-Nationalmannschaft an der U20-Weltmeisterschaft 2017 in Südkorea teil und kam dort 2-mal zum Einsatz.
Im Jahr 2019 debütierte Itakura für die Japanische Nationalmannschaft. Im Juli und August 2021 nahm er mit der japanischen Olympiaauswahl am Fußballturnier der Olympischen Sommerspiele 2021 im eigenen Land teil. Er kam 6-mal zum Einsatz und belegte mit seiner Mannschaft den 4. Platz.
Für die WM 2022 wurde er auch nominiert. Er kam in den drei Gruppenspielen zum Einsatz, in denen sich Japan durch Siege gegen die beiden Ex-Weltmeister Deutschland und Spanien den Gruppensieg erkämpfte.  Itakura erhielt aber im dritten Gruppenspiel die zweite Gelbe Karte, sodass er im Achtelfinale gegen Kroatien nicht eingesetzt werden durfte. Dieses verloren seine Mitspieler im Elfmeterschießen.

## Erfolge
Japan
- Japanischer Meister: 2017

Deutschland
- Meister der 2. Bundesliga und Aufstieg in die Bundesliga: 2022